# Condado de Hughes (Dakota del Sur)
El condado de Hughes (en inglés: Hughes County, South Dakota), fundado en 1880,  es uno de los 66 condados en el estado estadounidense de Dakota del Sur. En el 2000 el condado tenía una población de 16 481 habitantes en una densidad poblacional de 9 personas por km². La sede del condado es Pierre.

## Geografía
Según la Oficina del Censo, el condado tiene un área total de 2073 km² (800,4 mi²), de la cual 1919 km² (740,9 mi²) es tierra y 154 km² (59,5 mi²) es agua.

### Condados adyacentes
- Condado de Sully - norte
- Condado de Hyde - este
- Condado de Lyman - sur y sureste
- Condado de Stanley - sur y oeste

## Demografía
En el 2000 la renta per cápita promedia del condado era de $42 970, y el ingreso promedio para una familia era de $51 235. El ingreso per cápita para el condado era de $20 689. En 2000 los hombres tenían un ingreso per cápita de $32 228 versus $22 656 para las mujeres. Alrededor del 8.00% de la población estaba bajo el umbral de pobreza nacional.
| 1900 | 1910 | 1920 | 1930 | 1940 | 1950 | 1960   | 1970   | 1980   | 1990   | 2000   | Est. 2008 |
| ---- | ---- | ---- | ---- | ---- | ---- | ------ | ------ | ------ | ------ | ------ | --------- |
| 3684 | 6271 | 5711 | 7009 | 6624 | 8111 | 12 725 | 11 632 | 14 220 | 14 817 | 16 481 | 16 746    |

## Localidades

### Ciudades y pueblos
- Blunt
- Canning
- Harrold
- Pierre

### Municipio
- Municipio de Raber

### Territorios No Organizados
- Crow Creek
- North Hughes
- West Hughes

## Mayores autopistas
- Carretera de U.S. 14
- Carretera de U.S. 83
- Carretera Dakota del Sur 34
- Carretera Dakota del Sur 1804